# Lophognathella choreutes
Lophognathella choreutes är en urinsektsart som beskrevs av Börner 1908. Lophognathella choreutes ingår i släktet Lophognathella och familjen blekhoppstjärtar. Inga underarter finns listade i Catalogue of Life.